# Jak and Daxter: The Precursor Legacy
Jak and Daxter: The Precursor Legacy is een computerspel voor het platform PlayStation 2. Het spel werd uitgebracht in 2001. Jak en Daxter zijn twee jeugdvrienden. Ondanks waarschuwingen reizen ze samen af naar Misty Island. Het perspectief van het spel is in de derde persoon. Het spel heeft overeenkomsten met de computerspellen Banjo-Kazooie (1998) en Super Mario 64 (1996), namelijk dat men voorwerpen moet verzamelen om verder te komen in de levels. Het spel voert door de jungle, langs ravijnen, over besneeuwde bergtoppen en tot de ruïnes onder de zee.

## Ontwikkelteam
| Functie       | Namen                                       |
| ------------- | ------------------------------------------- |
| Regie         | Jason Rubin                                 |
| Ontwerper     | Evan Wells                                  |
| Ontwikkelaars | Andy Gavin, Mark Cerny                      |
| Artiest       | Bob Rafei, Charles Zembillas, Bruce Straley |
| Script        | Jason Rubin                                 |
| Muziek        | Josh Mancell                                |

## Personages
- Jak
- Daxter
- Keira Hagaï
- Samos Hagaï
- Gol Acheron
- Maïa Acheron

## Ontvangst
Het spel kreeg overwegend positieve beoordelingen:
| Beoordeeld door  | Jaar | Score |
| ---------------- | ---- | ----- |
| PSX Extreme      | 2001 | 96%   |
| TotalPlayStation | 2002 | 94%   |
| IGN              | 2001 | 94%   |
| Game Vortex      | 2001 | 91%   |
| Game Over Online | 2002 | 91%   |
| PlayFrance       | 2003 | 90%   |
| Gamy Spy         | 2001 | 90%   |
| GameSpot         | 2001 | 88%   |
| GamesCollection  | 2012 | 85%   |
| Just Adventure   | 2002 | 83%   |
| GamersMark       | 2002 | 80%   |